# زمین‌لرزه ترکمنستان
زمین‌لرزه ترکمنستان ممکن است به یکی از موارد زیر اشاره داشته باشد:
- زمین‌لرزه ۲۰۰۰ ترکمنستان
- زمین‌لرزه ۱۹۴۶ ترکمنستان